# Collingsworth County
Collingsworth County je okres ve státě Texas v USA. K roku 2010 zde žilo 3 057 obyvatel. Správním městem okresu je Wellington. Celková rozloha okresu činí 2 380 km².